# Scansano
Scansano är en ort och kommun i provinsen Grosseto i regionen Toscana i Italien. Kommunen hade 4 376 invånare (2018).